# 兴隆湖站
兴隆湖站位于中华人民共和国四川省成都市天府新区，是成都地铁1号线的地下车站。

## 车站概要
本站位于蜀州路和湖畔路西段、湖畔路北段交汇处北侧，沿蜀州路呈南北向布置，于2018年3月18日开通使用，因临近兴隆湖而得名。

## 车站结构
本站为地下三层双柱三跨矩形岛式站台车站，车站长度为140米，标准段结构宽约22.3米和27.1米，附属结构共设4个出入口通道、2组风道亭。
| 地面      |                                  | 出入口                           |  |
| 地下 一层 | 站厅层                           | 安检、售票机、站内商店           |  |
| 地下 二层 |                                  | 1号线列车往韦家碾方向 （广州路） |  |
| 地下 二层 | 岛式站台，左边车门将会开启       |                                  |  |
| 地下 二层 | 1号线列车往科学城方向 （科学城） |                                  |  |

## 内装与公共艺术
本站为1号线三期工程4座艺术站之一。本站延续1号线一期“一站一景”的传统，以地下空间与地面景观相呼应的理念，运用弧形格栅板与不同色阶的蓝色点状图案装饰柱面，以模拟地面的湖光山色，将兴隆湖景观抽象延伸至地下。

## 出入口信息
本站目前开放4个出入口。
| 出口编号 | 设施       | 地点       | 可到达目的地       |
| -------- | ---------- | ---------- | ------------------ |
|          |            |            |                    |
|          |            | 蜀州路     | 天府科学城山地公园 |
| 出口 · B | 卫生间     | 蜀州路     | 天府科学城山地公园 |
| 出口 · C | 无障碍电梯 | 湖畔路北段 | 天府菁蓉中心A区    |
| 出口 · D |            | 蜀州路     | 天府菁蓉中心B区    |

## 公交换乘
T1路、T6路、T100路、T101路等。

## 大事记
- 2016年4月18日，主体结构封顶[3]；
- 2018年3月18日，正式开通使用[1]。